# Морару Віталій Сергійович
Морару Віталій Сергійович (8 вересня 2001 — 21 квітня 2023) — український військовик, сержант Збройних сил України, учасник російсько-української війни. Позивний «Марат».

## Життєпис
Народився 8 вересня 2001 року в селі Новосвітлівка, Веселинівського району, Миколаївської області.
Навчався в Новосвітлівській Загальноосвітній школі. Закінчивши 9 класів вступив до Миколаївського національного аграрного коледжу.
Закінчивши навчання, у 18 років не вагаючись вступив до лав Збройних сил України, приймав активну участь в захисті країни в зоні ООС. 
Сержант 28-ї окремої механізованої бригади, був командиром гармати першого самохідного артилерійського взводу в/ч А0666 ім.Лицарів Зимового Походу. З перших днів широкомасштабного вторгнення, обороняв Миколаїв, брав участь у контрнаступі на Херсон і врешті обороняв Бахмут. Загинув 21 квітня 2023 року поблизу с.Диліївка, Краматорського району Донецької області.
Поховано в селі Новосвітлівка, Вознесенський район, Миколаївської області.